# Halacarellus psammophilus
Halacarellus psammophilus is een mijtensoort uit de familie van de Halacaridae. De wetenschappelijke naam van de soort is voor het eerst geldig gepubliceerd in 1976 door Krantz.